# 뒤벤도르프역
뒤벤도르프역(독일어: Bahnhof Dübendorf)은 스위스 취리히주에 있는 기차역이다. 발리젤렌-우스터-라퍼스빌선의 뒤벤도르프 지자체에 위치해 있다.

## 역사
역은 뒤벤도르프의 도심 북부에 위치해 있으며, 1856년 발리젤렌-라퍼스빌선의 발리젤렌-우스터 구간이 개통되면서, 문을 열었다. 2개의 플랫폼이 있는데, 하나는 측면이고, 다른 하나는 중앙으로 3개의 선로가 통과하고, 여기에 다른 통과 선로를 추가해야 하며 역에서 총 4개의 통과 선로를 만든다.
철도 용어로, 역은 글라탈반으로 더 잘 알려진 발리젤란-우스터-베치콘-라퍼스빌선에 위치해 있다. 부수적인 철도 단위는 발리젤렌역이며, 여기서 노선이 시작되는 곳이고, 슈베르첸바흐역은 라퍼스빌 방향으로 향한다.

## 운행편
뒤벤도르프는 다음 서비스가 정치한다.
- 취리히 S-반 :
  - S9 (샤프하우젠 –) 라프츠 – 하르트브뤼케 – 취리히 HB – 우스터
  - S14 아폴터른 암 알비스 – 취리히 HB – 외를리콘 – 우스터 – 베치콘 – 힌빌